# 有吉ひとみ
有吉 ひとみ（ありよし ひとみ、1948年1月8日 - ）は、日本の女優。本名：岡村 えみ子。旧姓：鈴木。
東京都西多摩郡五日市町（現・あきる野市）出身。東京都立五日市高等学校卒業。ウドノ事務所、ジャックプロダクションに所属していた。

## 来歴・人物
東宝現代劇第11期生。特に1970年代、人気ドラマに多数ゲスト出演作がある。1982年に結婚。
特技はバレエ、日本舞踊、英会話。

## 出演作品

### テレビドラマ
- でっかい青春 第30話「クビになった雷先生」（1968年、NTV / 東宝） - 川口（3年G組のフーテン4人娘の1人）※本名「鈴木えみ子」での出演
- 信子とおばあちゃん（1969年 - 1970年、NHK） - 草場明子（信子の友人）
- はまぐり大将 第5話「男に出来ないことはない」（1970年、NTV） - 倉田トミ子

東宝株式会社を辞めてフリーとなり、芸名を「有吉ひとみ」に改める
- 銭形平次（CX）
  - 第261話「母子つばくろ」（1971年5月5日） - おすみ
  - 第332話「万七恋文騒動」（1972年） - お浪　
  - 第393話「はみだし長兵衛」（1973年） - おきぬ
  - 第449話「蜜の罠」（1974年） - お絹
  - 第489話「虹の橋」（1975年） - おみの　　　　
  - 第534話「男の涙」（1976年） - おしん
  - 第622話「おやじ」（1978年） - お時・幸吉の母（二役）
  - 第662話「憂き世まんだら」（1979年） - お歌
- おれは男だ!（1971年‐1972年、NTV） - 長沢麻里（剣道部マネージャー）
- 遠山の金さん捕物帳 第48話「牢を破った男」（1971年、NET / 東映） - お春
- 銀河ドラマ / 八つ墓村（1971年、NHK） - 里村典子
- 軍兵衛目安箱 第7話「十三両の金」（1971年、NET / 東映） - おたき
- 細うで繁盛記II（1971年、YTV） - 東川（仲居）
- 女・おとこ（1971年、NET）
- だから大好き!（1972年、NTV） - 二条エミコ
- レモンの天使 第24話「壊れたギター」（1972年、フジテレビ/東宝） -小泉
- キイハンター 第226話「夏の陽の追跡! 逃亡のハルムーン」（1972年、TBS） - 川村良子
- パパと呼ばないで（1972年 ‐ 1973年、NTV） - 井上和子
- 狼・無頼控 第6話「舞姫無惨」（1973年、NET）
- 太陽にほえろ!（NTV / 東宝）
  - 第70話「さよならはいわないで」（1973年） - 柚木麻江
  - 第79話「鶴が飛んだ日」（1974年） - 柚木麻江
  - 第87話「島刑事、その恋人の死」（1974年） - 柚木麻江
  - 第488話「過去」（1981年） - 三好典子
  - 第521話「ボギー刑事登場!」（1982年） - 春日部正子
  - 第533話「後輩」（1982年） - 春日部正子
  - 第591話「ボギーの妹?」（1984年） - 春日部正子
  - 第598話「戦士よ 眠れ、新たなる闘い」（1984年） - 春日部正子
  - 第665話「殉職刑事たちよ やすらかに」（1985年） - 春日部正子
- いただき勘兵衛 旅を行く 第8話「諸行無常の風だとさ」（1973年、NET） - おけい
- 雑居時代 第12話「すり変わった見合い写真」（1973年、NTV） - 白石安子
- ナショナルゴールデン劇場 / じゃがいも（NET）
  - 第1シリーズ 第16話「錦糸町のマリアちゃん」（1973年） - マリア
  - 第2シリーズ 第13話「残暑の女」（1975年） - 塩川ユキ
- ご存知遠山の金さん（NET / 東映）
  - 第13話「ひょっとこお面がベソかいた」（1973年） - お市
  - 第27話 「あっぱれ腰抜け侍」（1974年） - お澄
- 江戸を斬る 梓右近隠密帳 第19話「盗人ざんげ」（1974年、TBS） - おまさ
- 唖侍鬼一法眼 第21話「母子像無惨」（1974年、NTV）
- プレイガール 第261話「トルコ風呂殺人事件」（1974年、12ch） - 永井茂子
- 子連れ狼 第2部 第2話「黒南風」（1974年、NTV）
- アイフル大作戦 第52話「SOS殺しのラブレター」（1974年、TBS）
- 大盗賊（1974年、CX） - お甲
- ポーラ名作劇場・さきに愛ありて（1974年、NET）
- 白い牙 第20話「暗黒街の刑事」（1974年、NTV）
- 幡随院長兵衛お待ちなせえ 第19話「怪談・鬼火ヶ淵」（1974年、MBS） - お順
- 大江戸捜査網（12ch→TX）
  - 第171話「対決 非情の十手」（1974年） - おゆう
  - 第524話「お命買います替え玉屋」（1981年） - おつね
- 大岡越前（TBS / C.A.L）
  - 第4部 第9話「母子しぐれ」（1974年12月2日） - おせき
  - 第5部 第20話「酒に呑まれた男」（1978年6月19日） - おやす
- 水もれ甲介 第22話「兄妹じゃない!」（1975年、NTV） - 看護婦
- 鬼平犯科帳（1975年、NET） - おりん
- ザ★ゴリラ7 第3話「ハイジャック特攻作戦」（1975年、NET / 東映）
- 俺たちの勲章 第4話「刑事くずれ」（1975年、NTV / 東宝） - 杉山の妻
- バーディー大作戦 第51話「午前零時十三分の完全犯罪」（1975年、TBS） - 幸代
- 長崎犯科帳 第14話「旅路の果てのふたり」（1975年、NTV） - 雪姫
- 影同心 第16話「もてた男の殺し節」（1975年、MBS / 東映） - おりん
- 非情のライセンス 第2シリーズ 第43話「兇悪の密室」（1975年、NET） - 明石節子
- 遠山の金さん 第1シリーズ（NET）
  - 第5話「花嫁を攫え!!」（1975年） - 加代
  - 第71話「女騒動! うわなり打ち」（1976年） - おその
- 二人の事件簿シリーズ（ABC）
  - TOKYO DETECTIVE 二人の事件簿 第34話「純愛伝説」（1975年）
  - 新・二人の事件簿 暁に駆ける
    - 第4話「札幌に咲くデカ魂」（1976年）
    - 第33話「変身」（1977年）
- Gメンシリーズ（TBS / 東映→近藤照男プロ）
  - Gメン'75
    - 第29話「死刑結婚式」（1975年） - 杉村ヨウコ
    - 第67話「部長刑事暗殺」（1976年） - 坂口佐和
    - 第107話「俺のスーパーカーの葬式」（1977年） - 仁科明の姉
    - 第132話「Gメン恐怖の四日間」、第133話「死体の首を折る男」（1977年） - 松宮朝子
    - 第245話「浴槽の死美人」（1980年） - 毛利夫人
    - 第258話「大空港の逃亡者」（1980年） - 宮本教授夫人

  - Gメン'82 第12話「白バイVSカーアクション殺人事件」（1983年） - 脇田恵子
- ベルサイユのトラック姐ちゃん 第16話「女は裸で一人旅」（1976年、NET）
- 必殺シリーズ（ABC / 松竹）
  - 必殺からくり人・血風編 第2話「非道にたてつく紅い刃」（1976年） - おさわ
  - 必殺仕事人 第32話「隠技待伏せ斬り」（1979年）  - 染香
  - 新・必殺仕事人 第29話「主水ねこばばする」（1982年） - なか
  - 必殺仕事人V 第22話「主水、イッキ飲みする」（1985年） - お千加
  - 必殺仕事人V・激闘編 第28話「何でも屋の加代、求婚される」（1986年） - お甲
- 江戸特捜指令 第25話「不正入試!かみつけピラニア」（1977年、TBS） - 加代
- 桃太郎侍（NTV）
  - 第26話「泥沼に咲いた紅い花」（1977年） - 小紫
  - 第199話「親子を取り持つ一ツ毬」（1980年） - おけい
- 女のいくさ（1977年、THK）
- 連続テレビ小説 / いちばん星（1977年、NHK）
- 快傑ズバット 第30話「悲しき生と死の間に」（1977年、12ch） - 乙部美樹
- 吉宗評判記 暴れん坊将軍 第9話「義賊 江戸を走る」（1978年、ANB） - おはる
- 忘れがたき日々（1978年、KTV）
- 特捜最前線（ANB / 東映）
  - 第68話「誘拐・東京-函館縦断捜査!」、第69話「誘拐II・パニック　イン・函館!」（1978年）
  - 第109話「紫色のマニキュアをした女!」（1979年）
  - 第129話「非情の街・ピエロと呼ばれた男!」（1979年）- 風間さおり
  - 第152話「手配107・凧をあげる女!」（1980年）
  - 第230話「ストリップ・スキャンダル!」（1981年）
- ポーラテレビ小説 / こおろぎ橋（1978年、TBS） - 初枝
- 水戸黄門 第9部 第19話「仇討ち笹りんどう -中津川-」（1978年、TBS / C.A.L） - お千代
- 新五捕物帳（NTV / ユニオン映画）
  - 第52話「裏切られた女」（1978年）- お光
  - 第105話「津軽三味線父子鳥」（1980年）
  - 第133話「心中川端情話」（1981年）
  - 第175話「消えた女の恨み節」（1982年）- おしん
- 柳生一族の陰謀 第30話「生きていた影武者」（1979年、KTV / 東映） - 弥生
- 大いなる朝（1979年、TBS） - 芸妓
- 服部半蔵 影の軍団（1980年、KTV）
- 熱中時代 先生編 第2シリーズ（NTV / ユニオン映画）
  - 第9話「二年三組新学期GO!!」（1980年） - 青木秋子
  - 第10話「父母参観日とアフリカのらーめん」（1980年） - 母親
  - 第37話「熱中先生 重大な決意」（1981年） - 母親
- うわさの淑女（1981年、MBS） -  瑞玉光
- 斬り捨て御免! 第2シリーズ 第7話「偽装心中なみだ川」（1981年、12ch / 歌舞伎座テレビ） - 利絵
- ザ・ハングマン 第29話「爆発サイクリング」（1981年） - 大原社長の娘
- 花王 愛の劇場 / 秘密（1982年、TBS）
- 同心暁蘭之介 第32話「別れの歌」（1982年、CX）
- 右門捕物帖 第21話「天狗うらみ唄」（1983年、NTV）
- 木曜ゴールデンドラマ / 愛の報い（1983年、YTV）
- 平岩弓枝ドラマシリーズ / 湖水祭（1983年、CX）
- 長七郎江戸日記 第1シリーズ（NTV）
  - 第21話「母恋草」（1984年）- お美和
  - 第37話「いたずら小鳥」（1985年） - おひさ
- 月曜ワイド劇場 / 白い涙（1984年、ANB）
- 月曜ドラマランド（CX）
  - ライパチくん（1985年）
  - もしかして婚約者!?（1986年）
  - とっておき家族（1987年）
- 3年B組金八先生 第3シリーズ 第10話「進路決定・三者面談1」（1988年、TBS）
- 土曜ワイド劇場 / 運命の銃口（1992年、ABC） - 横田静枝

### 映画
- 斬る（1968年、東宝）監督：岡本喜八
- やくざ刑事 俺たちに墓はない（1971年、東映）
- ポルノの帝王 失神トルコ風呂（1972年、東映）
- 不良街（1972年、東映）
- 愛こんにちは（未公開・1974年）
- おとうと（1976年、松竹）
- 北の宿から（1976年、松竹）
- SEVEN NIGHTS IN JAPAN（1976年、イギリス制作映画）監督：ルイス・ギルバート、共演:マイケル・ヨーク、青木英美、丹波哲郎
- 突然、嵐のように（1977年、松竹）
- ダブル・クラッチ（1978年、松竹）
- コールガール（1982年、松竹）MIE
- 砂の上のロビンソン（1989年、ATG）

### 舞台
- あかさたな　（初舞台）
  - 出演…三木のり兵、山田五十鈴、森光子、一ノ宮あつ子、西尾美恵子、井上孝雄
- 太宰治の生涯　　タケの娘役
  - 出演…中村吉右衛門、白川由美、三益愛子
- 浮雲　　不良少女アヤ子役
  - 出演…有馬稲子、森雅之
- 伴順三郎 名古屋公演
- 江利チエミ 名古屋特別公演
- 不信のとき
  - 出演…草笛光子、岡田茉莉子、小林桂樹、中山麻里、市川中車
- 腕くらべ
  - 出演…岡田茉莉子、左幸子、林与一
- マノン・レスコー
  - 出演…石坂浩二、那智わたる、
- さぶ　　綿文の次女役
  - 出演…市川染五郎（現・松本幸四郎）、中村吉右衛門、星由里子、西尾美恵子
- 巨人の星　　姉・明子役
  - 出演…中村吉右衛門、志垣太郎、
- 横浜どんたく
  - 出演… 森繁久弥、山田五十鈴、中村吉右衛門、芸者・菊壽役
- 雪国　　（内藤陽子の怪我により、代役として葉子役を一週間務める）
  - 出演…中村吉右衛門、若尾文子、内藤陽子
- ピーター・パン熱海後楽園　夏休み子供のミュージカル　：ピーター・パン役

以上東宝現代劇十一期生在籍中の主な芸歴
- 風船だまの唄ーサトウハチロー（民音ミュージカル）キノ・トール演出、
  - 出演…サトウハチロー・あおい輝彦、妻・蘭子役
- 八代亜紀・新宿コマ特別公演
- 伊豆の踊子
  - フランソワーズ　キノ・トール演出、フランソワーズ役

### CM
- ビデオレコーダー・法人向け： 日本ビクター
- ミルトン：濃縮果汁飲料
- ポピンズ：洗濯洗剤・花王石鹸
- 紀文のかまぼこ
- ガラスマイペット花王
- デビアス・ダイアモンド　：　エタニティーリング
- ポーラ化粧品：ポーラレディになるには
- ブローネ・部分染め：花王・白髪染め